# Wonokerto (Bandar)
Wonokerto is een bestuurslaag in het regentschap Batang van de provincie Midden-Java, Indonesië. Wonokerto telt 5575 inwoners (volkstelling 2010).